# 罗西尼亚诺蒙费拉托
罗西尼亚诺蒙费拉托（義大利語：Rosignano Monferrato），是意大利亚历山德里亚省的一个市镇。总面积19.21平方公里，人口1704人，人口密度88.7人/平方公里（2009年）。ISTAT代码为006149。